# Helltaker
Helltaker là một trò chơi phiêu lưu, giải đố độc lập được thiết kế và tạo ra bởi nhà phát triển trò chơi người Ba Lan Łukasz Piskorz (còn được biết đến với biệt danh là "vanripper"). Trò chơi được phát hành vào tháng 5 năm 2020 trên hệ máy Microsoft Windows, macOS và Linux, với phần mô tả là: "một trò chơi ngắn về những nữ quỷ ăn mặc ngầu." Game được phát hành miễn phí trên Steam và trên Itch.io của tác giả.
Helltaker còn có một DLC ra mắt vào tháng 5 năm 2021 nhân dịp kỷ niệm 1 năm ngày ra mắt game, tên là Examtaker.

## Cốt truyện
Ở phần game chính, câu chuyện được kể lại bởi Beelzebub, theo cuộc hành trình của nhân vật của người chơi, chỉ được biết đến với cái tên "The Helltaker". Anh có một giấc mơ về một dàn harem bao gồm những nữ quỷ, và đã xuống địa ngục để lập dàn harem. Ở cuối game, cho thấy The Helltaker và dàn harem đã trở lại nhà của anh trên Trái Đất. Có hai kết thúc; kết thúc bình thường là khi người chơi mở của cho cảnh sát và "Kết thúc Abysstaker", khi The Helltaker mở một cánh cổng bằng cách sử dụng ba mảnh vỡ ở các màn trước, đi vào cánh cổng và gặp được Beelzebub.
Vanripper đã đăng truyện tranh trên tài khoản Twitter của mình, về những sự việc diễn ra trước kết thúc và một số truyện tranh diễn ra sau "Kết thúc Abysstaker". 
Ở DLC Examtaker, người chơi điều khiển một nhân vật là "Đối tượng 667" trong một cuộc thí nghiệm của 2 nữ quỷ, và người chơi sẽ phải vượt qua những màn chơi và đánh boss cuối để thắng game.

## Cách chơi
Người chơi phải giải đố để vượt qua cấp độ và tiếp cận một nữ quỷ, thả thính cô ấy một cách thích hợp và đưa cô ấy vào hậu cung quỷ của người chơi. Ở mỗi màn, người chơi giải đố bằng cách đẩy những chướng ngại vật và đẩy những "lính xương" ra ngoài trong một map 2D, giống như trò chơi Sokoban. Tuy nhiên, người chơi phải đi với số lượt nhất định, tránh bẫy gai và thu thập một số vật phẩm cần thiết. Nếu thả thính đúng, người chơi sẽ qua màn, nhưng nếu sai thì người chơi sẽ bị giết và phải giải đố lại. Ở màn đánh trùm cuối, người chơi phải tránh những dây xích và phá những dây xích đó, đồng thời phải tránh những gai nhọn ở hai đầu.
Ở DLC Examtaker, người chơi vẫn sẽ giải đố, nhưng lần này người chơi phải đẩy những chướng ngại vật để che chắn những tia laze và phá hủy nút kích hoạt tia laze. Đồng thời, sẽ có màn người chơi phải di chuyển nhanh để tránh những tia laze thay vì dùng chướng ngại vật để che. Ở màn đánh trùm cuối, người chơi sẽ phải tránh những tia laze, gai nhọn và pháo của con boss.

## Nhân vật

### Phần game chính
- The Helltaker là nhân vật chính do người chơi điều khiển, xuống địa ngục để lập dàn harem sau khi có một giấc mơ về một dàn harem bao gồm những nữ quỷ. Trong phần DLC, qua lời nói của Loremaster, The Helltaker được tiết lộ là vẫn còn ở trong cánh cổng với Beelzebub.
- Pandemonica, The Tired Demon hay The Sadistic Demon (tạm dịch là Nữ quỷ Uể Oải và Nữ quỷ Bạo Tàn) là nữ quỷ ở màn chơi đầu tiên. Pandemonica được thấy là rất mệt mỏi và căng thẳng với công việc. Tuy nhiên, ở đoạn cuối, cô đã trở nên bạo lực. Theo tác giả trong cuốn artbook, Pandemonica được xây dựng với hình ảnh là "một nhân viên chăm chỉ và mệt mỏi, trang phục giản đơn, ngượng nghịu trong xã giao nhưng rất lịch thiệp" và được thêm vào tính cách bạo lực sau khi tác giả nhớ ra game là về những nữ quỷ.
- Modeus, The Lustful Demon (tạm dịch là Nữ quỷ Dục vọng) là nữ quỷ ở màn chơi thứ 2. Modeus được xây dựng với hình ảnh là một nữ quỷ luôn có hứng tình. Theo tác giả trong cuốn artbook, Modeus ban đầu được thiết kế là một nữ diễn viên phim khiêu dâm rẻ tiền, nhưng đã được chỉnh sửa lại. Cũng theo tác giả, Modeus ban đầu có tên là Sodomy, The Love-Starved Demon (Nữ quỷ Si Tình) nhưng cũng đã được sửa lại trước khi ra mắt game.
- Cerberus, The Triple Demon (tạm dịch là Nữ quỷ Tam Thể) là nữ quỷ ở màn chơi thứ 3. Cerberus được xây dựng với hình ảnh là một nhân cách trong ba nữ quỷ. Theo tác giả trong cuốn artbook, Cerberus có thể đã được lấy ý tưởng từ Hazbin Hotel, và đã được thiết kế là một nhân vật dưới tuổi vị thành niên, nhưng đã được nâng tuổi lên vì tác giả không muốn ngồi bóc lịch.
- Malina, The Sour Demon (tạm dịch là Nữ quỷ Khó tính) là nữ quỷ ở màn chơi thứ 4. Malina được xây dựng với hình ảnh là một nữ quỷ cau có, cộc cằn. Theo tác giả trong cuốn artbook, Malina được lấy ý tưởng là một gamer nữ đanh đá người Slav, và từng được lên ý tưởng là sẽ có một số hình xăm nhưng đã bị bỏ.

## Phát hành
Łukasz Piskorz, được biết đến với biệt danh trên Twitter là "vanripper", đã tự mình phát triển toàn bộ trò chơi trong khoảng thời gian khoảng một năm. Theo Piskorz, Helltaker phần nào gợi nhớ đến loạt trò chơi điện tử Leisure Suit Larry, vì các nhân vật chính của cả hai trò chơi đều có những đặc điểm gợi nhớ đến nhau.
Trò chơi còn đi kèm với một cuốn artbook, bao gồm những thiết kế nhân vật và công thức làm bánh kếp.
Mặc dù trò chơi điện tử chỉ có bản chính thức bằng tiếng Anh, nhưng Piskorz cũng hỗ trợ cộng đồng fan tạo ra các bản dịch và chính anh cũng có một bản dịch bằng tiếng Ba Lan.
Vào ngày 1 tháng 7 năm 2020, một phiên bản dành cho người hâm mộ trên máy Nintendo Switch, được ủy quyền bởi Piskorz, đã được phát hành qua GitHub. Vào ngày 7 tháng 9 cùng năm đó, phiên bản cho PlayStation Vita cũng được phát hành.
Âm thanh trong game được làm bởi Mittsies (âm nhạc) và Patryk Karwat (âm thanh game).